# Kościół św. Antoniego Padewskiego w Jeszkotle
Kościół św. Antoniego Padewskiego – rzymskokatolicki kościół filialny w miejscowości Jeszkotle (województwo opolskie). Świątynia należy do parafii Matki Bożej Różańcowej w Gnojnej w dekanacie Grodków, diecezji opolskiej. Dnia 9 marca 1966 roku, pod numerem 1185/66 kościół został wpisany do rejestru zabytków województwa opolskiego.

## Historia kościoła
Pierwsza wzmianka o kościele pochodzi z 1511 roku. Przebudowany w XVII oraz XVIII wieku. W XIX wieku dobudowano prezbiterium. Elewację zewnętrzną pokrywa siedem renesansowych epitafiów.
Dach jest drewniany z drewnianą sygnaturką.